# Dilmun (albedo)
Dilmun  è una caratteristica di albedo della superficie di Titano.